# هزارخار (سرده)
هزارخار یا سیاپوشک (نام علمی: Cousinia) نام یک سرده از تیره کاسنیان است.
این سرده ۶۵۰ تا ۷۰۰ گونه دارد و در ایران ۲۸۰ گونه از هزارخار می‌روید.